# Megajord

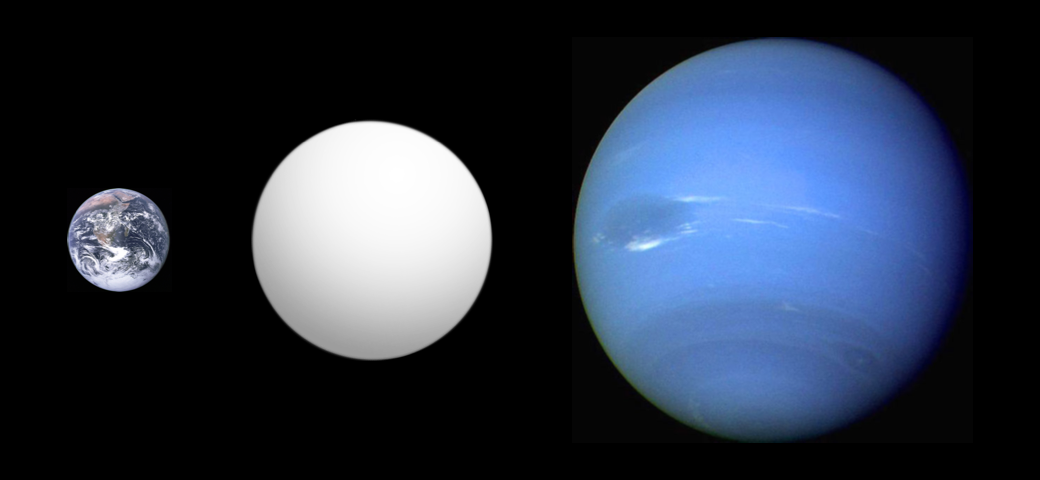
Storleksjämförelse av jorden, Kepler-10c och Neptunus.

En megajord är en massiv stenig exoplanet som är minst 10 gånger så stor som jorden. Den är mer massiv än en superjord. Begreppet lanserades 2014 då Kepler-10c visade sig vara ungefär lika stor som Neptunus, men mest fast yta.

### Fotnoter
1. ↑  Robert Cumming (3 juni 2014). ”Megajord: Kepler-10c är den första planeten i sitt slag”. Populär astronomi. http://www.popast.nu/2014/06/megajord-kepler-10c-ar-forsta-planeten-i-sitt-slag/. Läst 16 augusti 2015.